# Muttiah Muralitharan
Muttiah Muralitharan (ur. 17 kwietnia 1972 w Kandy) – lankijski krykiecista, bowler, wieloletni reprezentant kraju. Rekordzista świata w liczbie wyeliminowanych graczy w meczach testowych (800) i jednodniowych (534). Powszechnie uważany za jednego z najlepszych zawodników w historii dyscypliny.
W barwach Sri Lanki rozegrał 132 mecze testowe, 343 mecze jednodniowe (ODI) i 12 meczów Twenty20. Dwukrotnie (w latach 1998 i 2002) zdołał wyeliminować 9 z 10 graczy w jednym inningsie meczu testowego, co uczyniło go drugim zawodnikiem na świecie, który dokonał tej sztuki (pierwszym był Anglik Jim Laker w 1956 roku). Podczas rekordowego meczu w 1998 roku wyeliminował 16 z 20 graczy w obu inningsach, co jest 3. wynikiem w historii (dzielonym z dwoma innymi zawodnikami). Wyeliminował z gry co najmniej 5 graczy w inningsie meczu testowego 67 razy, a co najmniej 10 graczy w całym meczu (dwóch inningsach) - 22 razy (oba wyniki są rekordami świata). Drugi na liście w obu elementach Australijczyk Shane Warne dokonał tego odpowiednio 37 i 10 razy.
W 2010 roku wybrany przez ESPN Cricinfo do lankijskiej jedenastki wszech czasów.